# Gibacht (Waldmünchen)
Gibacht ist ein Ortsteil der Stadt Waldmünchen im Landkreis Cham des Regierungsbezirks Oberpfalz im Freistaat Bayern.

## Geografie
Gibacht liegt auf dem Südwesthang des 934 Meter hohen Berges Gibacht, 7 Kilometer südöstlich von Waldmünchen und 1,5 Kilometer südwestlich der tschechischen Grenze. Südöstlich von Gibacht erhebt sich der 910 Meter hohe Tannenriegel.
Gibacht liegt 400 Meter nordöstlich einer Gebirgsstraße, die Waldmünchen mit Furth im Wald verbindet. Sie führt mitten durch das Gebirge und erreicht bei dem Pass zwischen dem 902 Meter hohen Reiseck im Norden und dem 828 Meter hohen Dachsriegel im Süden eine Höhe von 800 Metern.

## Geschichte
Zwischen 1765 und 1810 wurde Gibacht (auch: Giebacht) als Dienstwohnung des voithenbergischen Waldaufsehers angelegt. 1830 bestand es noch nicht als benannter Weiler. 1832 wurde Gibacht erstmals erwähnt. 1864 wurde Gibacht im Topographisch-statistischen Handbuch des Königreichs Bayern mit 4 Gebäuden amtlich verzeichnet. Es gehörte zur Gemeinde Herzogau.
1972 wurde der Landkreis Waldmünchen aufgelöst. Dabei kam Voithenbergöd zur Stadt Furth im Wald. Herzogau und Gibacht mit den anderen Gemeindeteilen der ehemaligen Gemeinde Herzogau kamen zur Stadt Waldmünchen.
Gibacht gehörte zur Filialkirche Unterhütte des Kuratbenefiziums Herzogau der Pfarrei Waldmünchen. 1997 hatte Gibacht 4 Katholiken.

## Einwohnerentwicklung ab 1864
| Jahr | Einwohner | Gebäude |
| ---- | --------- | ------- |
| 1861 | k. A.     | 4       |
| 1871 | 14        | 4       |
| 1885 | 29        | 3       |
| 1900 | 14        | 2       |
| 1913 | 17        | 2       |
| 1925 | 13        | 2       |

| Jahr | Einwohner | Gebäude |
| ---- | --------- | ------- |
| 1950 | 20        | 4       |
| 1961 | 12        | 3       |
| 1970 | 6         | k. A.   |
| 1987 | 6         | 2       |
| 2011 | 6         | k. A.   |

## Tourismus und Sehenswürdigkeiten
Gibacht wurde 1832 erstmals erwähnt. 1895 dienten die Gebäude als Forsthaus. Ab 1910 befand sich hier bereits eine Gastwirtschaft. Ralph Wenzel (* 17. Februar 1959 in Kaufbeuren; † 13. Januar 2021 in Gibacht, Todesursache ungeklärt) war in dieser Gastwirtschaft von 2003 bis zu seinem Tod Gastwirt. Seither ist die Wirtschaft geschlossen und es wird ein neuer Pächter gesucht.
Ralph Wenzel war ein Glaskünstler. 2018 erhielt er den Glasstraßenpreis. Auf seine Ideen und Initiative gehen das Glaskreuz, errichtet 2005, am Reiseck und der Leuchtturm der Menschlichkeit am Tannenriegel zurück. Außerdem organisierte er in seinem Gasthof zahlreiche Kunst- und Kulturveranstaltungen rund um das Thema Glas.
Der Leuchtturm der Menschlichkeit ist ein 3,5 Meter hoher Turm aus 10 Tonnen Steinen aus aller Welt. In seine Außenwand sind ein christliches Kreuz, ein islamischer Halbmond, ein Davidstern und eine Weltkugel aus Glas eingemauert. Diese werden durch eine Solaranlage nachts von innen beleuchtet. Der Leuchtturm wurde 2007 durch viele Freiwillige in einer Aktion Von Menschen – für Menschen unter Leitung von Ralph Wenzel in Handarbeit errichtet. Die Steine wurden in einer Menschenkette vom Gasthof Gibacht zum Berggipfel des Tannenriegels von Hand zu Hand weitergegeben. Beabsichtigt ist der Leuchtturm als Zeichen für Toleranz, Frieden und Verständnis der Menschen untereinander.
Durch Gibacht führt der 660 Kilometer lange Goldsteig und der Mountainbikeweg MTB-16.